# Erik Norberg
Erik Norberg  (Smedjebacken, 30 september 1883 - Londen, 19 februari 1954) was een Zweeds turner.
Norberg nam deel aan de Olympische Zomerspelen 1908 en won daar met het Zweedse team de gouden medaille in de teamwedstrijd.  Norberg overleed in 1954 in Londen.

## Olympische Zomerspelen
| Jaar | Plaats | Resultaten |
| ---- | ------ | ---------- |
| 1908 | Londen | team       |